# Стелмузький дуб

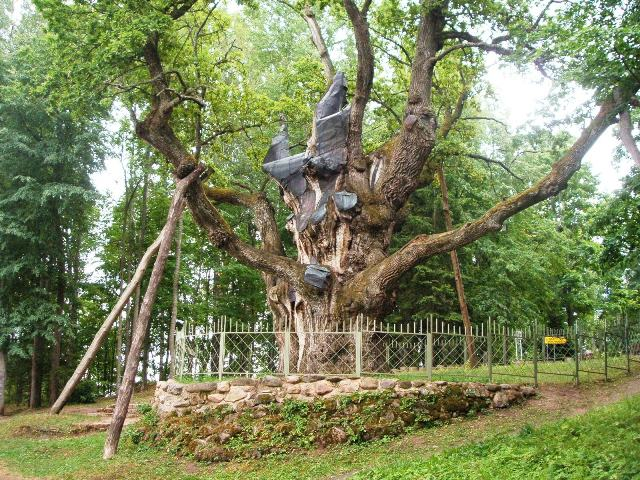
Стелмузький Дуб

55°49′47″ пн. ш. 26°13′03″ сх. д. / 55.82972° пн. ш. 26.21750° сх. д.
Стелмузький Дуб (лит. Stelmužės ąžuolas) — найстаріший дуб Європи. Його вік оцінюється в 1500 років, є відомості, що йому вже близько 2 000 років.
Дуб знаходиться в Зарасайському районі Литви, на території села Стелмуже, поруч з кордоном Латвії.

## Опис
Дерево пережило жертвоприношення дохристиянського періоду історії регіону, яке відбувалося під гілками Стелмужа, бачило хрестоносців та мечоносців. Вперше його реставрували в 1916 обтесали дупло, вичистили гнилу деревину з нутра, встановили навколо паркан.
У 1960 році Стелмузький Дуб було оголошено пам'яткою природи і включено до числа об'єктів під охороною.
Висота дуба становить 23 метри, а якщо піднятися по стовбуру на 3 метри вгору, то обхват його становить 13,5 метрів. На рівні грудей середньої людини діаметр дуба становить 4 метри. Наразі його стан поганий, він весь обріс грибами, мохами, лишайниками.